# Слатка акација
Слатка акација (Vachellia farnesiana (L.) Wight & Arn.) позната је и као кеси, арома, хуисахе, камброн еспино, бланко. Име таксона farnesiana јо по Фернезеу (Odoardo Farnese, 1573–1626) из знамените италијанске породице која је после 1550. године, под патронатом кардинала Алесандра Фарнезеа (Alessandro Farnese), одржавала у Риму током XVI и XVII века једну од првих приватних европских ботаничких башти. Врста је у Италију интродукована преко ове институције.
Од многобројних синонима најчешћи су Acacia cavenia Bert. и A. leptophylla DC., а поједини аутори издвајају је у друге родове: Farnesia, Farnesiana, Mimosa, Pithecellobium и Popanax.

## Ареал
Верује се да је из америчких тропских предела, иако прецизне информације о ареалу пре шпанске колонизације не постоје, интродукована широм тропског и суптропског појаса где је широко натурализована. Данас се Vachellia налази у јужном делу Сједињених Држава (од Калифорније до Флориде), Мексику, Централној и Јужној Америци (до југа Чилеа и Аргентине), а и у многим делови Старог света тропима и суpтропа. Присутна је на свим континентима између 30о N и 40о S ширине, и распрострањена је најшире од свих врста акација.

## Опис врсте
Слатка акација је жбун средње величине, са кратким, бочно врло разгранатим стаблом. У зависности од окружења, максимална висина биљке је у распону од 3 до 8 m, са пречником стабла до 5 cm. Претежно је зимзелена, али на делу свог ареала је листопадна. Живи 25-50 година.
Листови су наизменични, парно двоструко перасто дељени са два до шест парова пина, свака са по 10 до 25 парова уских лиски дугих 3 до 5 mm. Благо цик-цак кривудаве гранчице су тамнобраон боје са светлим лентицелама и паровима трнова 3 до 20 mm дугим на нодусима. Старија кора је такође тамнобраон и глатка. 
Цветови у малим компактним лоптастим светложутим или наранџастим цвастима, 0,6 до 1,3 cm у пречнику. Биљка је у цвету 2 до 4 месеца. Цветови мали (до 5 mm дуги) хермафродитни, веома мирисни, а опрашују их пчеле и други инсекти. 
Дебеле, мало спљоштене махуне, дужине 4 до 9 cm и 0,5 до 1,3 cm широке, обилно се формирају већ у трећој години. зреле су кроз 4 до 6 месеци по цветању и садрже бројно мрко семе са тврдом семењачом, које је уроњено у меки мезокарп. Врста цвета и плодоноси између новембра и фебруара на Карибима и између децембра и марта у Централној Америци.

## Биоеколошке карактеристике
Слатка акација је издржљива према суши, отпорна на пожаре, не толерише мраз и добро расте у областима са сувом сезоном од 4 до 6 месеци, са висином падавина између 500 и 750 mm годишње. Најбоље расте на добро дренираном тлу, а подноси и различите услове земљишта од тешких глина до песковитих земљишта, укључујући и заслањена, на надморским висинама до 2.000 m. Хелиофилна је врста, а често формира густе шикаре на девастираним стаништима са бројним другим врстама жбуња и дрвећа у секундарним шикарама и сувим шумама тропских и суптропских области Америке. Осетљива је на нападе бројних врста инсеката, а различити патогени нападају лист, стабло и корен, али ни један не представља озбиљну претњу врсти.
Рани раст је релативно брз. Током прве године може да достигне 1 m, иако је темпо раста од 30 до 50 cm у првој години у семиаридним пољским условима типичнији. Како слатка акација не толерише сенку и није, у таквим условима добар компетент у односу на агресивнију дрвенасту вегетацију, као што је Prosopis L., мере неге за повећање раста и природног обнављања у природним и плантажним популацијама подразумевају контролу околне вегетације и периодичну обраду земљишта.

## Размножавање
Природно обнављање је обилно, посебно на девастираним стаништима и пашњацима где стока радо конзумира махуну. У расадницима, слатка акација се обично размножава семеном, јер се резнице стабла ожиљују. Семе из Порторика садржи 7.600 зрна/kg, а почиње да клија после 6 дана, проценат клијавости после 13 дана износи 57%. Иако предсетвени третман није неопходан, потапање у хладну или топлу воду, хемијска скарификација и, нарочито, скарификација шмиргл папиром значајно повећава проценат клијања. За 21 дан исклијало је 77% семена слатке акације по третману концентрованом сумпорном киселином у трајању од 120 минута; краћи третмани дали су знатно мање исклијавање. После механичке скарификације исклијало је 73% семена

## Значај
Слатка акација се употребљава у деловима природног ареала, и многим тропским и суптропским областима за пошумљавање деградираних сувих станишта, за огревно дрво и ситније сортименте, сточну храну, као и за индустрију парфема (цветови). У неким областима, сматра се инвазивном, због своје способности да колонизује пашњаке и друга сувља станишта. Танином богата кора се користи за штављење коже, гума добијена засецањем коре користи се као замена за гумиарабику (која се добија из Acacia nilotica (L.) Delile), а из махуна се добија црна боја. Различити делови биљке се користе у традиционалној медицини. У Мексику, на пример, цветови се користе за лечење главобоље и побољшање варења, док се есенција од зелених махуна користи за лечење запаљења коже и дизентерије. У Индији кора, дрво и листови се користе за лечење разних болести.